# Caecopilumnus crassipes
Caecopilumnus crassipes är en kräftdjursart som först beskrevs av Tesch, 1918.  Caecopilumnus crassipes ingår i släktet Caecopilumnus och familjen Pilumnidae. Inga underarter finns listade i Catalogue of Life.